# 圖洛斯湖
圖洛斯湖是俄羅斯西北部的大型淡水湖，位於卡累利阿共和國內，鄰近與芬蘭接壤邊境，海拔157米，長27公里、闊7公里，面積95.7平方公里，最大深度23米，集水區面積832平方公里，湖中有11種魚類，在每年11月開始結冰，直至翌年5月。